# عليا الثالثة
عليا الثالثة تشير إلى الموجة الثالثة من الهجرة اليهودية إلى فلسطين من أوروبا التي جائت بالدافع الصهيوني بين عامي 1919 و 1923 (من نهاية الحرب العالمية الأولى حتى بداية الأزمة الاقتصادية في البلاد). رمز لبداية موجة الهجرة الثالثة هي وصول السفينة «روزلن» في ميناء يافا في 19 ديسمبر 1919. وكان القارب يحمل 650 من المهاجرين الجدد وغيرهم من السكان العائدين على متنها. وخلال تلك الفترة حوالي 35000 مهاجر جديد وصل إلى إسرائيل معظمهم من بلدان أوروبا الشرقية - حوالي 45 ٪ من هؤلاء المهاجرين وصلوا من روسيا، و 31 ٪ من بولندا، و 5 ٪ من رومانيا وثلاثة في المئة فقط من ليتوانيا. الأبرز في هذه الموجة الهجرة هي عنصر الرواد الشباب الذين وصلوا إلى البلاد بين عامي 1919 حتى عام 1921، وبعد تلك السنوات عددهم أصبح أقل في صفوف المهاجرين. ويقال إن أهمية هؤلاء الرواد كبيرة كرواد موجة الهجرة الثانية. ساهمت أفكارهم الكثير إلى بناء البلد، وحتى أن طبعت بصماتها على الصهيونية، وكذلك على تنمية المستوطنات اليهودية في البلد إسرائيل.

## أسباب عليا الثالث
- افتتح وعد بلفور عام 1917، جنبا إلى بداية الانتداب البريطاني على فلسطين الأمل في وسيلة لاستعمار رسمي في فلسطين.
- الهزات الاجتماعية في أوروبا - بعد الحرب العالمية الأولى بدأت بصحوة وطنية بين دول أوروبا الشرقية بعد ولادة تسعة بلدان جديدة.
- الثورة والحرب الأهلية الروسية ادت إلى موجة من المذابح. وقتل ما يقدر ب100،000 و 500,000 يهودي بلا مأوى.[2] البلاشفيك تبعوا التفكير الماركسي على «المسألة اليهودية»، عملوا ضد الحياة اليهودية المنظمة بما ذلك المنظمات الصهيونية.
- في البلدان الجديدة التي تشكلت بعد الحرب العالمية الأولى كان هناك «مشكلة الأقليات». اندلعت المعارك بين الجماعات العرقية الصغيرة التي كان لديها تطلعات منغلقة. مع أعمال الشغب في بلدان مثل بولندا المقسمة.
- وقدمت الأزمة الاقتصادية في أوروبا عاملا إضافيا لتحفيز اليهود في المغادرة على أمل بدء حياة جديدة في إسرائيل.
- القيودا شديدة على الهجرة إلى الولايات المتحدة.
- النجاح النسبي لامتصاص موجة الهجرة الثانية إلى إسرائيل الايديولوجيات الاشتراكية للموجة.

وفي الختام، فإن المهاجرين كان لديهو آمال كبيرة لمستقبل جديد في الأراضي المقدسة، ولكن أكثر من ذلك، اقد دفعوا إلى الهجرة، بسبب التطورات في أوروبا ونمو التطلعات القومية للأقليات المختلفة.
عارضت المؤسسات الرسمية الصهيونية موجة الهجرة الثالثة - فقد كانوا يخشون من أن البلاد لن تكون قادرة على استيعاب هذا العدد الكبير من الناس. حتى انهم طلبوا فقط الناس الذين كان لديهم ما يكفي من الموارد الاقتصادية ان يأتوا إلى البلد. ولكن غير الواقع القاسي توقعاتهم -الحالة الاقتصادية السيئة لليهود من أوروبا الشرقية، وأيضا أعمال الشغب، اضطر كثير منهم إلى الهجرة إلى البلدان التي لم تفتح أبوابها - الولايات المتحدة وأوروبا الغربية، وإلى أولئك الذين كان لديهم دافع رائد والاعتراف الصهيوني - إسرائيل كانت فقد مناسبة كوطنهم الجديد.

## البنية الاجتماعية للعليا الثالثة
عدد قليل من المهاجرين الجدد (حوالي 1 / 6) كانوا ينتمون إلى حركات اليشوب من هحلوص وهشومير هتسعير. ورغم أن معظم المهاجرين الجدد جاءوا من خلفيات الحضرية، وكانوا لا ينتمون إلى حركات كبرى، إلا أنها تضموا صوتهم إلى المثل الصهيوني.